# Inmigración dominicana en Argentina
La inmigración dominicana en Argentina se refiere a un movimiento migratorio desde la República Dominicana hacia la Argentina.

## Características

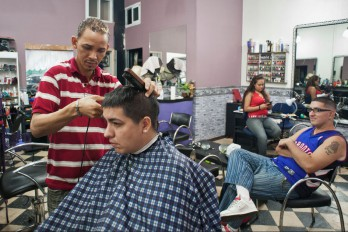
Numerosos dominicanos en Argentina se dedican al rubro de peluquería.

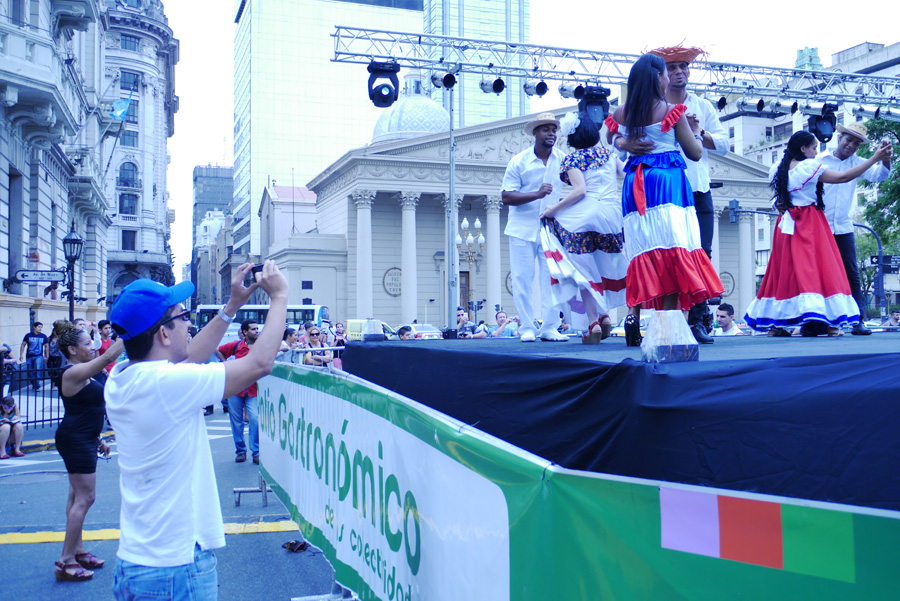
Cuerpo de Baile Folklórico de la Embajada de la República Dominicana en Buenos Aires, Argentina, en la ocasión de la Elección de la Reina Porteña de las Colectividades realizada en la Plaza de Mayo.

Los inmigrantes dominicanos residen en Argentina en la búsqueda de un empleo y una vida mejor. Los datos específicos sobre el monto de las remesas desde Argentina a su patria es desconocida, ya que la comunidad dominicana en el país sudamericano no se considera tan numerosa. Hay más de nueve mil dominicanos que residen en Buenos Aires, la mayoría de las cuales son mujeres que presentan una situación migratoria irregular.
El barrio porteño de Constitución posee la mayoría de los inmigrantes dominicanos, cuya comunidad creció un 30% entre 2010 y 2014. Los primeros dominicanos llegaron al área en 1997, atraídos en ese entonces por la convertibilidad del peso argentino frente al dólar estadounidense. Las labores que más se observan en la colectividad se presencia en rubros ocupacionales tales como comercio, peluquería, y venta, mientras que algunas mujeres se dedican a la prostitución, debido a que muchas de ellas son secuestradas por proxenetas para explotarlas en este oficio. También se cuenta la presencia de bares y restaurantes de comida dominicana. 
La Provincia de Buenos Aires concentra el 30 por ciento de los emigrantes dominicanos. El resto se distribuye en todo el territorio nacional restante.
Según la Organización Internacional para las Migraciones (OIM), dependiente de Naciones Unidas, las mujeres jóvenes de la República Dominicana comenzaron a llegar a Argentina en cantidades sin precedentes en la década de 1990 como prostitutas, muchas de ellas terminando en la Ciudad de Buenos Aires.
La Asociación de Dominicanos Unidos en Argentina (ADUA) es la asociación civil más importante en Argentina que agrupa a los residentes dominicanos.

## Cifras
Si bien no hay números oficiales, de acuerdo a estimaciones del RENAPER en 2024, la comunidad dominicana tiene unos 10.937 integrantes, 3.282 de los cuales viven en la capital argentina. La Organización Internacional para las Migraciones (OIM) sostiene que entre 1995 y 2002 se radicaron en Argentina entre 12.000 y 15.000 inmigrantes de la República Dominicana. En agosto de 2012, el gobierno argentino comenzó a exigir visado a los ciudadanos de nacionalidad dominicana, aunque en abril de 2019 flexibilizó esta norma para turistas que provengan de ese país.